# Trigonoptera
Trigonoptera – takson owadów z rzędu ważek i podrzędu Epiprocta.

## Morfologia
Ważki te mają głowę o silnie powiększonych i umieszczonych dość blisko siebie oczach złożonych oraz ciemieniu z trzema rozmieszczonymi na planie trójkąta przyoczkami. Tułów i odwłok są dość silnej budowy, ten pierwszy cechuje się zanikiem grzbietowego odcinka szwu międzypleuralnego. Odnóża przednie w locie ustawione są prostopadle względem pozostałych par. W przeciwieństwie do ważek równoskrzydłych, w trakcie kopulacji samica przytrzymuje odwłok samca odnóżami, nie zaś odwłokiem. Autapomorfie grupy dotyczą przede wszystkim użyłkowania skrzydeł. Przednie skrzydło ma komórkę dyskoidalną podzieloną żyłką trygonalną na przednie hypertriangulum i tylne triangulum, które w podstawowym planie budowy pozostaje czworokątne. Komórkę subdyskoidalną ma przeciętą przynajmniej jedną żyłką poprzeczną, która w przypadku kladu Pananisoptera stanowi żyłkę pseudoanalną. W obu parach skrzydeł widoczny jest wyraźny wzór z naprzemiennych przestrzeni szerokich: między pierwszą i drugą żyłką radialną tylną, drugą żyłką interradialną i żyłką radialną tylną 3/4, między żyłkami medialnymi przednią i tylną oraz między żyłką kubitalną przednią a krawędzią skrzydła, oraz przestrzeni wąskich: między drugą żyłką radialną tylną a drugą żyłką interradialną, między żyłką radialną tylną 3/4 a przednią żyłką medialną oraz między tylną żyłką medialną a żyłką kubitalną przednią.
Za autapomorfię w budowie larw uchodzi zaostrzony kształt paraproktów. Poza tym tak jak inne Euepiproctophora cechują się one krótkim i rozszerzonym ku tyłowi odwłokiem, położonym w jego drugim segmencie przedżołądkiem, silnie skróconymi epiproktami i paraproktami formującymi z przysadkami odwłokowymi piramidkę analną oraz występowaniem złożonych skrzeli rektalnych zamiast trzech skrzelotchawek.

## Taksonomia
Takson ten wprowadzony został w 1996 roku przez Güntera Bechly’ego. Umieszczany jest wraz z Erichschmidtiidae i Heterophlebioptera w kladzie Anisopteromorpha w obrębie Euepiproctophora. Jego systematyka do rangi rodziny z wyłączeniem podziału ważek różnoskrzydłych przedstawia się następująco:
- †Stenophlebioptera
  - †Gondvanogomphidae
  - †Stenophlebiidae
- Pananisoptera
  - †Liassogomphidae
  - †Juragomphidae
  - Neoanisoptera
    - †Aeschnidiidae
    - ważki różnoskrzydłe